# Vascœuil
Vascœuil (prononcer [vakœj]) est une commune française située dans le département de l'Eure, en région Normandie.
Ses habitants sont les Vascœuillais.

## Géographie

### Localisation
Vascœuil se trouve dans l'Eure, à la limite de la Seine-Maritime, à 10 km de Lyons-la-Forêt, et à 25 km de Rouen.
D'une superficie de moins de 8 km2, ce petit village typique abrite le château de Vascœuil et l'église Saint-Martial.
| Saint-Denis-le-Thiboult (Seine-Maritime) | Elbeuf-sur-Andelle (Seine-Maritime) | Croisy-sur-Andelle (Seine-Maritime) |
| Saint-Denis-le-Thiboult (Seine-Maritime) | Vascœuil                            | Le Tronquay                         |
| Saint-Denis-le-Thiboult (Seine-Maritime) | Perruel, Les Hogues                 |                                     |

### Hydrographie
La commune est située dans le bassin Seine-Normandie. Elle est drainée par l'Andelle, le Crevon, le Heron et l'Andelle,,.
L'Andelle, d'une longueur de 57 km, prend sa source dans la commune de Serqueux et se jette  dans la Seine à Pîtres, après avoir traversé 24 communes. Les caractéristiques hydrologiques de l'Andelle sont données par la station hydrologique située sur la commune de Vascœuil. Le débit moyen mensuel est de 3,94 m3/s. Le débit moyen journalier maximum est de 16,9 m3/s, atteint lors de la crue du 3 janvier 2003. Le débit instantané maximal est quant à lui de 18,8 m3/s, atteint le 2 janvier 2003.
Le Crevon, d'une longueur de 16 km, prend sa source dans la commune de Saint-Germain-des-Essourts et se jette  dans l'Andelle sur la commune, après avoir traversé sept communes.

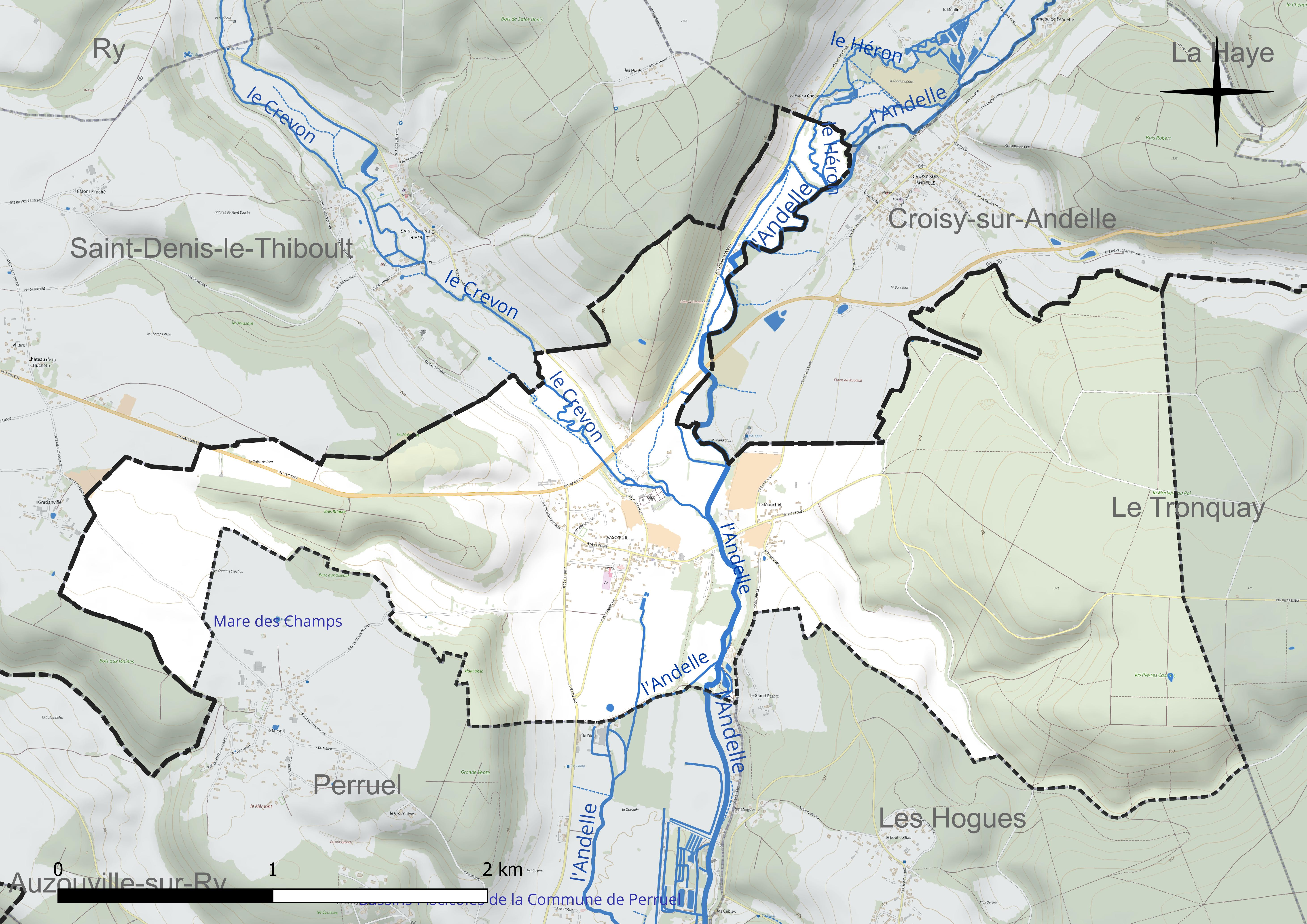
Réseau hydrographique de Vascœuil.

Le Héron, d'une longueur de 14 km, prend sa source dans la commune de Buchy et se jette  dans l'Andelle sur la commune, après avoir traversé six communes.

### Climat
Pour des articles plus généraux, voir Climat de la Normandie et Climat de l'Eure.
En 2010, le climat de la commune est de type climat océanique dégradé des plaines du Centre et du Nord, selon une étude du CNRS s'appuyant sur une série de données couvrant la période 1971-2000. En 2020, Météo-France publie une typologie des climats de la France métropolitaine dans laquelle la commune est exposée à un climat océanique et est dans la région climatique  Côtes de la Manche orientale, caractérisée par un faible ensoleillement (1 550 h/an) ; forte humidité de l’air (plus de 20 h/jour avec humidité relative > 80 % en hiver), vents forts fréquents. Parallèlement le GIEC normand, un groupe régional d’experts sur le climat, différencie quant à lui, dans une étude de 2020, trois grands types de climats pour la région Normandie, nuancés à une échelle plus fine par les facteurs géographiques locaux. La commune est, selon ce zonage, exposée à un « climat maritime », correspondant au Pays de Caux, frais, humide et pluvieux, légèrement plus frais que dans le Cotentin.
Pour la période 1971-2000, la température annuelle moyenne est de 10,7 °C, avec  une amplitude thermique annuelle de 14,2 °C. Le cumul annuel moyen de précipitations est de 771 mm, avec 12,5 jours de précipitations en janvier et 8 jours en juillet. Pour la période 1991-2020, la température moyenne annuelle observée sur la station météorologique la plus proche, située sur la commune de Boos à 14 km à vol d'oiseau, est de 10,9 °C et le cumul annuel moyen de précipitations est de 847,5 mm,. Pour l'avenir, les paramètres climatiques de la commune estimés pour 2050 selon différents scénarios d’émission de gaz à effet de serre sont consultables sur un site dédié publié par Météo-France en novembre 2022.

## Urbanisme

### Typologie
Au 1er janvier 2024, Vascœuil est catégorisée commune rurale à habitat dispersé, selon la nouvelle grille communale de densité à 7 niveaux définie par l'Insee en 2022.
Elle est située hors unité urbaine. Par ailleurs la commune fait partie de l'aire d'attraction de Rouen, dont elle est une commune de la couronne,. Cette aire, qui regroupe 317 communes, est catégorisée dans les aires de 200 000 à moins de 700 000 habitants,.

### Occupation des sols
L'occupation des sols de la commune, telle qu'elle ressort de la base de données européenne d’occupation biophysique des sols Corine Land Cover (CLC), est marquée par l'importance des forêts et milieux semi-naturels (50,6 % en 2018), une proportion identique à celle de 1990 (50,6 %). La répartition détaillée en 2018 est la suivante : 
forêts (50,6 %), prairies (25,4 %), terres arables (20,6 %), zones urbanisées (3,4 %). L'évolution de l’occupation des sols de la commune et de ses infrastructures peut être observée sur les différentes représentations cartographiques du territoire : la carte de Cassini (XVIIIe siècle), la carte d'état-major (1820-1866) et les cartes ou photos aériennes de l'IGN pour la période actuelle (1950 à aujourd'hui).

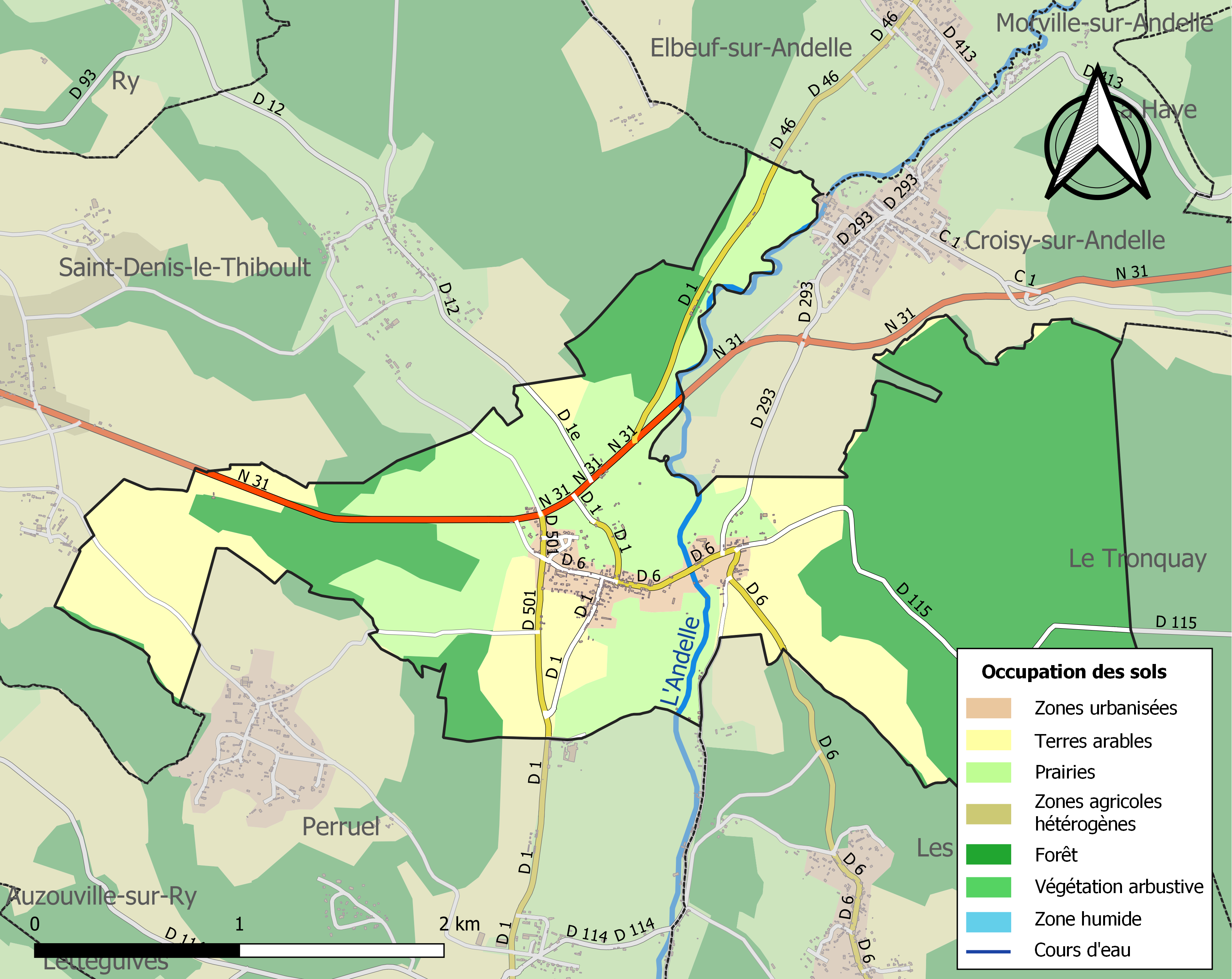
Carte des infrastructures et de l'occupation des sols de la commune en 2018 (CLC).

## Toponymie
Le nom de la localité est attesté sous les formes Wascoilus en 876 (Tessier, Actes de Charles le Chauve) ; Wascolium vers 1050 (Fauroux 121) ; Guascolium au début du XIIe siècle (Ordéric Vital) ; Walcoil en 1147 (charte de Geoffroy, comte d’Anjou) ; Vasqueil en 1193 (charte citée par Charpillon) ; Wascolium, Wascholium en 1203 (cartulaire de Préaux) ; Vaacueil en 1220 (archives nationales) ; Guascueil (sans date, cartulaire normand).
Le [s] de Vasc- n'est plus articulé depuis le Moyen Âge comme l'indiquent les formes anciennes, cependant la graphie as est étymologique et archaïque pour â (cf. les noms communs paste > pâte; mast > mât; bastir > bâtir; etc.). Ainsi doit-on dire « Vakoeil » [vakœj].
La forme actuelle Vascœuil est de type normand, avec passage régulier du W- à V- à partir du XIIe siècle ([w] > [v]) sur le plan oral et un peu plus tardivement dans les textes. En revanche, le traitement de W- > G(u)- est purement graphique et résulte de la francisation de la consonne initiale W- employée par un auteur écrivant en français central et en normand méridional (au sud de l'isoglosse [v] / [g] parallèle à la ligne Joret qui passe juste au-dessus des Andelys),.
Albert Dauzat et Charles Rostaing y ont vu un composé *Wasgo-ialon, formé du nom de personne germanique Wasgo, suivi du mot gaulois ialon (ou gallo-roman IALU) signifiant « essart, clairière », voire « village » et qui explique généralement les terminaison -ueil, -euil, -œuil dans le nord et au centre de la France (cf. Verneuil, Longueil, etc.). Ils prennent donc en compte le fait que les plus anciennes attestations sont en W-, cependant, il semble que Wasgo convienne moins bien que Wasco qu'ils croient reconnaître en revanche dans Wacquemoulin (Oise, Gastemolendinum vers 1167 (lire [k] au lieu de [t]), villa Wasquemolins en 1190, Wascomolendini en 1196 et situé à environ 100 km), auquel on peut ajouter Wasconis curva (Nord, Marchiennes) et peut-être Wasquehal (Nord).
François de Beaurepaire ne reprend pas cette interprétation, sans doute à cause du caractère insolite de ce composé, c'est-à-dire : nom de personne germanique + ialon. En outre, il souligne le fait que la présence d'un W- initial reflète peut-être une simple influence du germanique sur l'initiale, W- s'étant parfois substitué à V-, comme dans le nom commun vespa > wespa > guêpe (ancien normand wespe, puisvêpe en normand septentrional). En effet, l'influence germanique initiale sur un [v], de caractère général en gallo-roman, qui a pu passer à [w] comme on le note par exemple dans Wiry-au-Mont (Somme) qui remonte au type toponymique fréquent Viriacum (> Viry, Viré), avec conservation de la graphie picarde W-. En fin de compte, il considère l'étymologie de Vascœuil comme indéterminée.
Ernest Nègre, s'inspirant des travaux des précédents, propose d'identifier dans le premier élément Wasc-, le bas latin vascus « qui est de travers, oblique » suivi de la double terminaison -ó-ialo, avec -ialo même élément que -ialon « clairière » d'où le sens de « clairière de travers, oblique ». Les principales objections à cette hypothèse sont qu'aucune forme ancienne primitive n'est en  Vasc-. Qu'ensuite vascus n'a pas de descendant en ancien français. Qu'enfin sur le plan sémantique, cette proposition est plutôt problématique : que signifie exactement « clairière de travers, oblique » ?
Remarque : l'hypothèse initiale de Dauzat et Rostaing est plus simple, mais avec le nom de personne Wasko, Wasco, plutôt que Wasgo, d'où *Wascoialo- (non attestée) > Wascoilu(s), forme primitive attestée dès 876. Un nom de personne germanique peut très bien avoir été combiné avec -ialo qui a également valeur de suffixe. On peut comparer avec les noms en -sart (élément issu du mot essart) précédé généralement d'un nom de personne germanique et commun dans cette partie de la France.

## Histoire
Dans une charte du cartulaire de l'abbaye Saint-Pierre de Préaux (abbaye aux Hommes des Préaux) qui date de 1050 environ et qui concerne la terre de Vascœuil, il existe une liste de six coutumes ducales, dont deux portent un nom d'origine scandinave : l’ullac (de útlagr « [être] banni » cf. anglais outlaw) qui désigne la mise hors-la-loi et l’ha(i)mfare / hanfare (de heimför, génitif heimfarar qui désigne l'action de rentrer à la maison cf. islandais heimför) qui réprime l'attaque des maisons avec effraction. La phrase est écrite en latin médiéval « Willelmus..dedit Sancto Petro Pratelli consuetudines quas habebat in quandam terra que Wascolium vulgo vocatur, scilicet hainfaram, ullac, rat, incendium, bernagium, bellum. ». Le bernage (latin médiéval bernagium) est un dérivé de bran, bren « céréale », il désigne le prélèvement sur les céréales pour payer l'entretien des chiens de chasse du duc.
Le fort de Vascœuil fait partie au XIIe siècle de la ligne de fortification de la vallée de l'Andelle, dépendant du château de Lyons. La seigneurie est conservée par une famille portant le nom du village. Le château avec les « manoirs et jardins situés paroisse de Vascœuil » font l'objet d'un échange en 1312 entre l'abbaye Saint-Léger de Préaux (abbaye aux Dames des Préaux) et le roi de France Louis X le Hutin, puis est donné à Enguerrand de Marigny.

## Politique et administration
| Période                                  | Période  | Identité          | Étiquette | Qualité     |
| ---------------------------------------- | -------- | ----------------- | --------- | ----------- |
| Les données manquantes sont à compléter. |          |                   |           |             |
| mars 1893                                | 1894     | Alfred Dumesnil   |           |             |
| Les données manquantes sont à compléter. |          |                   |           |             |
| 1953                                     | 1983     | Jacques Delaporte |           |             |
| mars 2008                                | En cours | Jean-Luc Mœns     | DVD       | Agriculteur |

## Démographie
| 1793 | 1800 | 1806 | 1821 | 1831 | 1836 | 1841 | 1846 | 1851 |
| ---- | ---- | ---- | ---- | ---- | ---- | ---- | ---- | ---- |
| 360  | 272  | 303  | 260  | 307  | 287  | 362  | 413  | 463  |

| 1856 | 1861 | 1866 | 1872 | 1876 | 1881 | 1886 | 1891 | 1896 |
| ---- | ---- | ---- | ---- | ---- | ---- | ---- | ---- | ---- |
| 504  | 427  | 413  | 376  | 414  | 401  | 406  | 413  | 392  |

| 1901 | 1906 | 1911 | 1921 | 1926 | 1931 | 1936 | 1946 | 1954 |
| ---- | ---- | ---- | ---- | ---- | ---- | ---- | ---- | ---- |
| 384  | 376  | 388  | 375  | 345  | 375  | 346  | 348  | 339  |

| 1962 | 1968 | 1975 | 1982 | 1990 | 1999 | 2006 | 2007 | 2012 |
| ---- | ---- | ---- | ---- | ---- | ---- | ---- | ---- | ---- |
| 257  | 278  | 271  | 317  | 344  | 339  | 339  | 339  | 345  |

| 2017 | 2022 | - | - | - | - | - | - | - |
| ---- | ---- | - | - | - | - | - | - | - |
| 355  | 322  | - | - | - | - | - | - | - |

## Culture locale et patrimoine

### Lieux et monuments

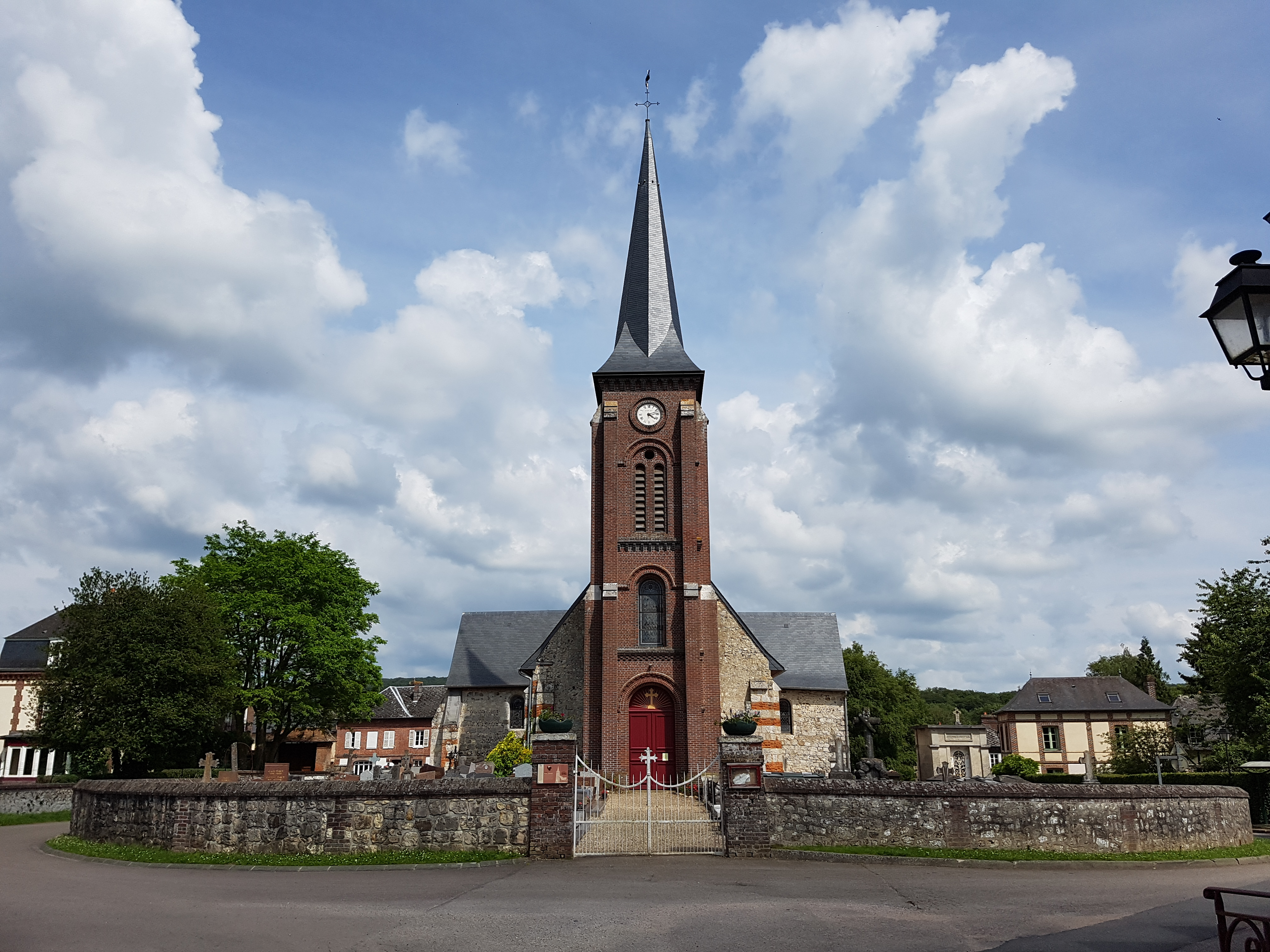
Église Saint-Martial avec son enclos.

- Le château de Vascœuil[38], inscrit à l'inventaire supplémentaire des Monuments historiques[39]}, est aussi un centre d'expositions d'art, avec un musée consacré à l'historien Jules Michelet, son parc et son jardin à la française avec plus de 50 sculptures originales (bronzes, marbres, mosaïques, céramiques) dont Georges Braque, Jean Cocteau, Jean-Michel Folon, Fernand Léger, Victor Vasarely.
- L'église Saint-Martial datant du XIe au XVIIe siècle. De la  construction du XIe siècle ne subsiste que le chevet, remanié ultérieurement. L'église paroissiale aurait été donnée en 1066 et 1087 par Gilbert de Vascœuil à l'abbé de Préaux. Au XIVe siècle, la chapelle sud est construite, et sur le même axe transversal, au nord, le clocher épaulé de contreforts. En 1775, le clocher au-dessus de la chapelle nord est réparé pour être supprimé en 1875, lors de la construction du clocher-porche. Le porche hors-d'œuvre alors en place contre le portail occidental se trouve supprimé. Les projets de construction d'une sacristie dressés au XVIIIe siècle n'ont pas abouti. La nef est remaniée au XVIIe siècle, et les baies sont refaites au milieu du XIXe siècle. Elle abrite la tombe de Hugues de Saint-Jovinien, mort au XIIe siècle.
- La salle Jacques Delaporte, dans l'ancienne gare marchandise.

### Patrimoine naturel

#### Site classé
- Le domaine de la Forestière comprenant les immeubles nus et bâtis et la pièce d'eau,  Site classé (1944)[40].

#### Site inscrit
- Le domaine de la Forestière  Site inscrit (1942)[41].

### Dans la littérature
Jules Michelet écrit à propos de la commune en 1882:

« Le paysage qui m'entoure dans ce cercle de collines, de forêts, cette vasque qui réunit les eaux pour les renvoyer par de longs détours à la Haute-Seine, semble à cent lieues de l'océan. Et pourtant on est averti de sa proximité par les flots rapides des grands nuages qui rapidement affluent de l'ouest et du midi. Leur armée tumultueuse qui nous passe sur la tête sans même avoir le temps de saluer la vallée paisible, parle assez du puissant et redoutable voisin. Elle laisse tomber en passant l'abondante distillation des eaux supérieures qui sont nos sources, nos petites rivières. Rapidement du pôle austral nous vient la rosée de la vie, son char sa féérie, sa substance. »

## Personnalités liées à la commune
- Gilbert ou Gislebert de Vascœuil[43] (vers 1150-après 1193). Il accompagna Richard Cœur-de-Lion pour les croisades, mais il fut renvoyé de Messine en Normandie. Il fut chargé de la défense du château de Gisors et de celui de Neaufles, qu'il livrera au roi de France Philippe Auguste.
- Jules Michelet.
- Élisée Reclus et son frère Élie Reclus.
- Alfred Dumesnil (1821-1894), historien, né et mort à Vascœuil.
- le peintre-fresquiste Paul Baudoüin (1844-1931).
- Yvon Mutrel (peintre graveur).

## Voir aussi

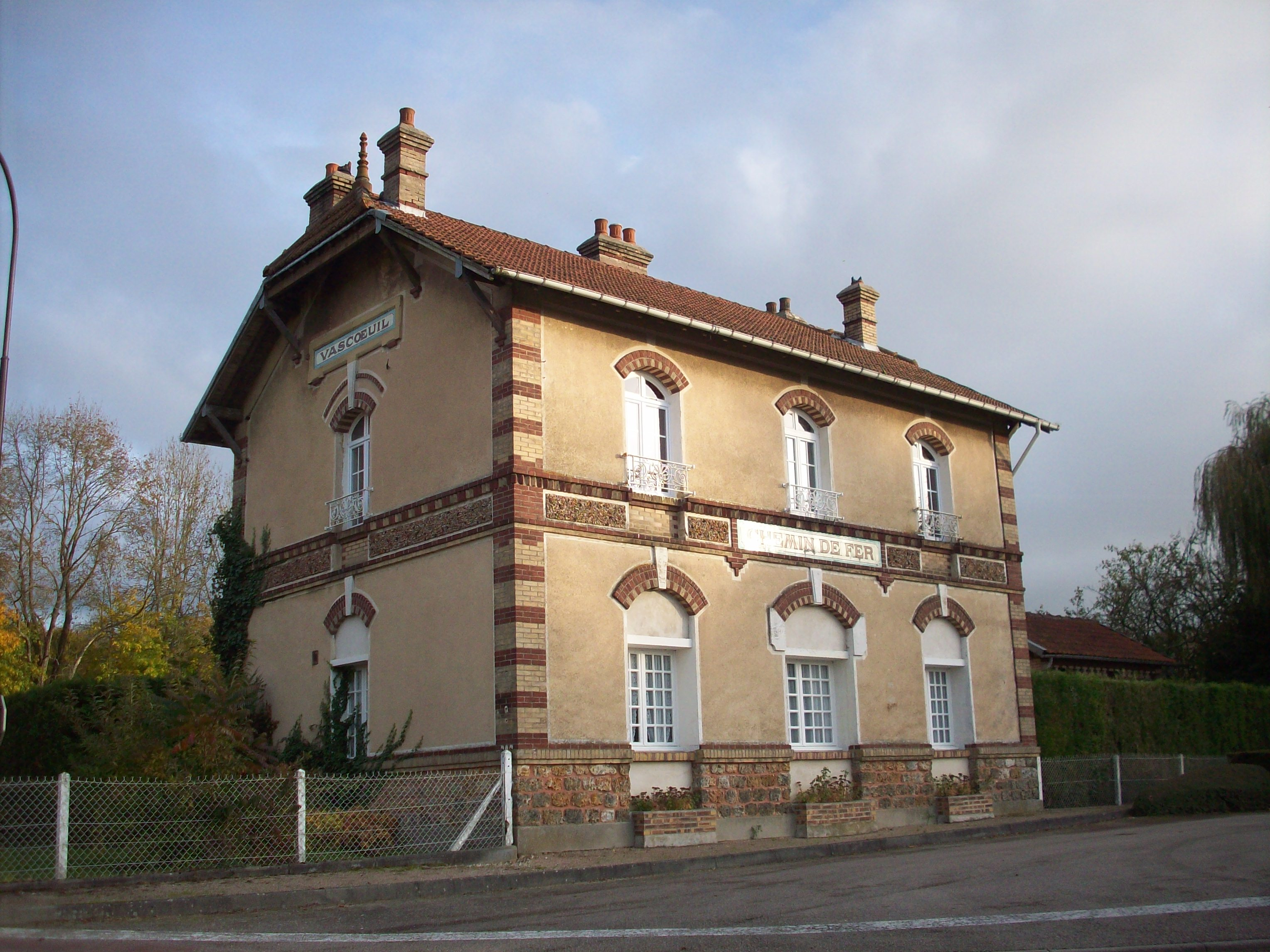
Ancienne gare de Vascœuil.